# In Your Hands
In Your Hands é o segundo álbum de estúdio da cantora e compositora inglesa Eliza Doolittle. Seu lançamento ocorreu em 14 de outubro de 2013 no Reino Unido através da gravdora Parlophone.

## Lista de faixas
| Edição padrão |                         |         |  |
| N.º           | Título                  | Duração |  |
| 1.            | "Waste of Time"         | 2:58    |  |
| 2.            | "Back Packing"          | 3:34    |  |
| 3.            | "Hush"                  | 3:38    |  |
| 4.            | "Let It Rain"           | 3:47    |  |
| 5.            | "No Man Can"            | 4:12    |  |
| 6.            | "Walking On Water"      | 3:22    |  |
| 7.            | "In Your Hands"         | 3:31    |  |
| 8.            | "Checkmate"             | 3:19    |  |
| 9.            | "Team Player"           | 4:06    |  |
| 10.           | "Make Up Sex"           | 3:41    |  |
| 11.           | "Don't Call It Love"    | 3:33    |  |
| 12.           | "Big When I Was Little" | 3:49    |  |
| 13.           | "Euston Road"           | 3:13    |  |

| Faixas bônus da edição "Deluxe" |                                 |                |                |         |  |
| N.º                             | Título                          | Compositor(es) | Produtor(es)   | Duração |  |
| 14.                             | "Missing Kissing"               |                |                | 3:37    |  |
| 15.                             | "One In a Bed"                  |                |                | 3:54    |  |
| 16.                             | "Rubbish Cans"                  |                |                | 3:22    |  |
| 17.                             | "Walking On Water (Eliza Live)" |                |                | 3:59    |  |
| Duração total:                  | Duração total:                  | Duração total: | Duração total: | 60:21   |  |

## Desempenho comercial
Em 17 de outubro 2013, o disco entrou na Irish Albums Chart no número 71. Em 20 de outubro 2013, o álbum entrou na UK Albums Chart no número 25. O disco estreou no número 37 na parada de álbuns da Escócia.

### Posições
| Tabela musical (2013)              | Melhor posição |
| ---------------------------------- | -------------- |
| Escócia (Official Scottish Albums) | 37             |
| Irlanda (IRMA)                     | 71             |
| Reino Unido (UK Albums Chart)      | 25             |

## Histórico de lançamento
| País        | Data               | Formato                  | Distribuição |
| ----------- | ------------------ | ------------------------ | ------------ |
| Reino Unido | 14 de outubro 2013 | LP, CD, download digital | Parlophone   |